# Joods huwelijk

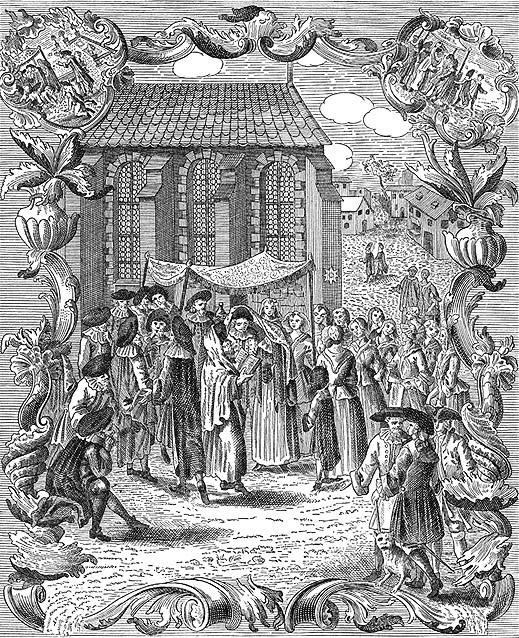
Een traditionele voorstelling van een chatoena

Een Joods huwelijk - Chatoena (Hebreeuws: חתונה of chassene - Jiddisch/Asjkenazisch) is een huwelijksvoltrekking die volgens tradities uit het jodendom plaatsvindt. Tradities verschillen tussen orthodoxe en liberale joden, maar ook tussen sefardische en askenazische joden.

## Voorbereiding huwelijk
Joodse mannen en vrouwen leren elkaar net als andere stellen meestal spontaan kennen en worden verliefd op elkaar voordat ze trouwen. Bij streng orthodoxe en chassidische joden is het gebruikelijk dat een huwelijk gearrangeerd wordt. Daarbij wordt een huwelijksmakelaar, een sjadchen, ingeschakeld, die een serie gesprekken tussen de kandidaten organiseert, die mogelijk in een huwelijk resulteren.
De datum voor het huwelijk wordt vastgesteld. Een huwelijk mag niet plaatsvinden op een joodse feestdag, tijdens een vastenperiode of op sjabbat. In Nederland vindt vóór het joodse ritueel het burgerlijk huwelijk plaats.
De bruid koopt voor haar toekomstige echtgenoot een talliet, een gebedskleed, en stuurt dat naar hem.
Op de sjabbat vóór de trouwdag wordt de toekomstige bruidegom in de synagoge opgeroepen voor de Thoralezing, en wordt hij tevens "beworpen". De aanwezige vrouwen werpen snoepgoed, rozijnen en amandelen naar de bruidegom. Aanwezige kinderen rapen het snoepgoed op. In liberale kringen wordt ook de bruid opgeroepen.
Ongeveer een week voor de bruiloft zien de bruid en de bruidegom elkaar niet. Deze periode wordt ook wel beperkt tot één dag.

## Spirituele reiniging en vergeving
De dag voor het huwelijk neemt een orthodoxe bruid een ritueel bad in de Mikwe. In Oost-Europese sjtetls werd ze daarbij begeleid door rondreizende musici die klezmer spelen. Op de dag van het huwelijk wordt door bruid en bruidegom gevast, totdat het huwelijk voltrokken is.
Volgens de Talmoed (Bikoeriem 3:3) vindt op de trouwdag een vergeving plaats. De bruidegom en de bruid krijgen vergiffenis voor hun zonden en tekortkomingen, alsof het een persoonlijke Jom Kippoer is. In een orthodox huwelijk spreken zij de zondebelijdenis van Jom Kippoer daadwerkelijk ook uit.
Bruid en bruidegom bidden allebei opdat hun relatie in de toekomst geen problemen zal ondervinden.
Voor het eigenlijke huwelijk vindt een receptie plaats, zodat iedereen kan zien hoe iemand wiens zonden volledig zijn vergeven eruitziet.

## Kleding

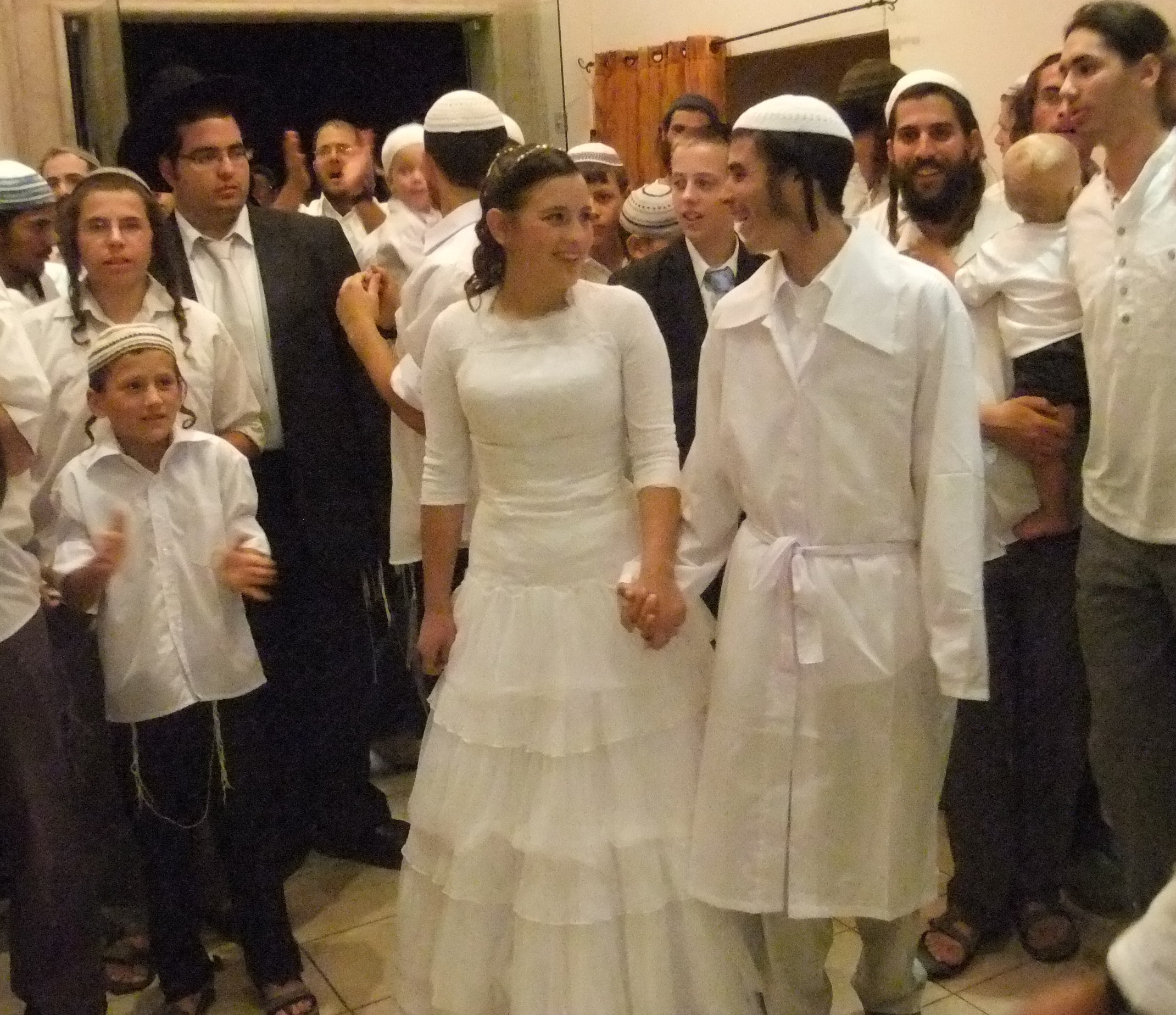
Traditioneel bruidspaar in Jeruzalem

Net als in veel andere culturen draagt de bruid een witte trouwjurk met een sluier. Boven zijn kostuum draagt de bruidegom een wit gewaad, een ‘kittel’.

## Tekenen van de huwelijksakte

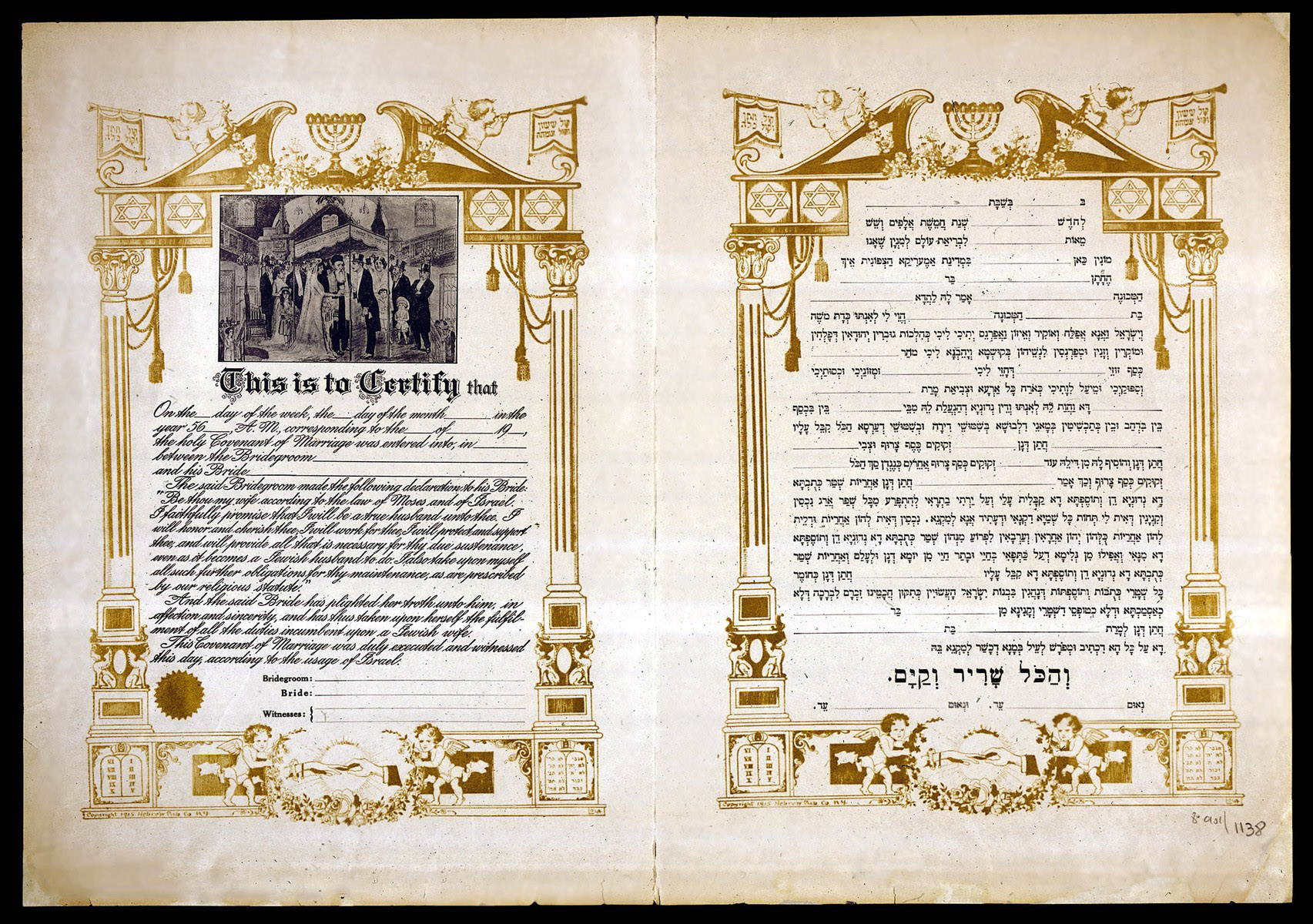
Joods huwelijkscontract uit de VS

In een aparte ruimte wordt voor het huwelijk de akte getekend, de ketoeba, die al eerder is opgesteld. De ketoeba wordt in het orthodoxe jodendom door de bruidegom, de rabbijn en mannelijke gasten ondertekend. De ketoeba wordt eigendom van de bruid. In het liberale jodendom ondertekenen zowel de bruid als de bruidegom deze akte. Tegenwoordig tekenen zij ook een akte ter voorkoming van problemen bij een mogelijke echtscheiding, namelijk een overeenkomst om de get (scheidingsbrief) te geven resp. aan te nemen.

## Bedekken van het gezicht van de bruid
De bruidegom wordt door bruidsjonkers en alle gasten begeleid naar zijn bruid. De bruidegom kan zijn bruid op dat moment zien. Volgens de Talmoed (B.T. Kidoesjien 42a) is het namelijk verboden om een vrouw te trouwen voordat hij haar heeft gezien. Dit heeft zijn oorsprong in de Bijbelse geschiedenis. Aartsvader Jacob, werd namelijk misleid door zijn schoonvader Laban, die zijn dochter Rachel, waar Jacob verliefd op was, verving door zijn oudste dochter Lea.
De bruidegom bedekt vervolgens het gezicht van de bruid met een sluier. Dit heeft een symbolische betekenis; de bruidegom en bruid zeggen als het waren tegen elkaar dat hun band dieper is dan wat het blote oog kan waarnemen.

## Onder de choepa

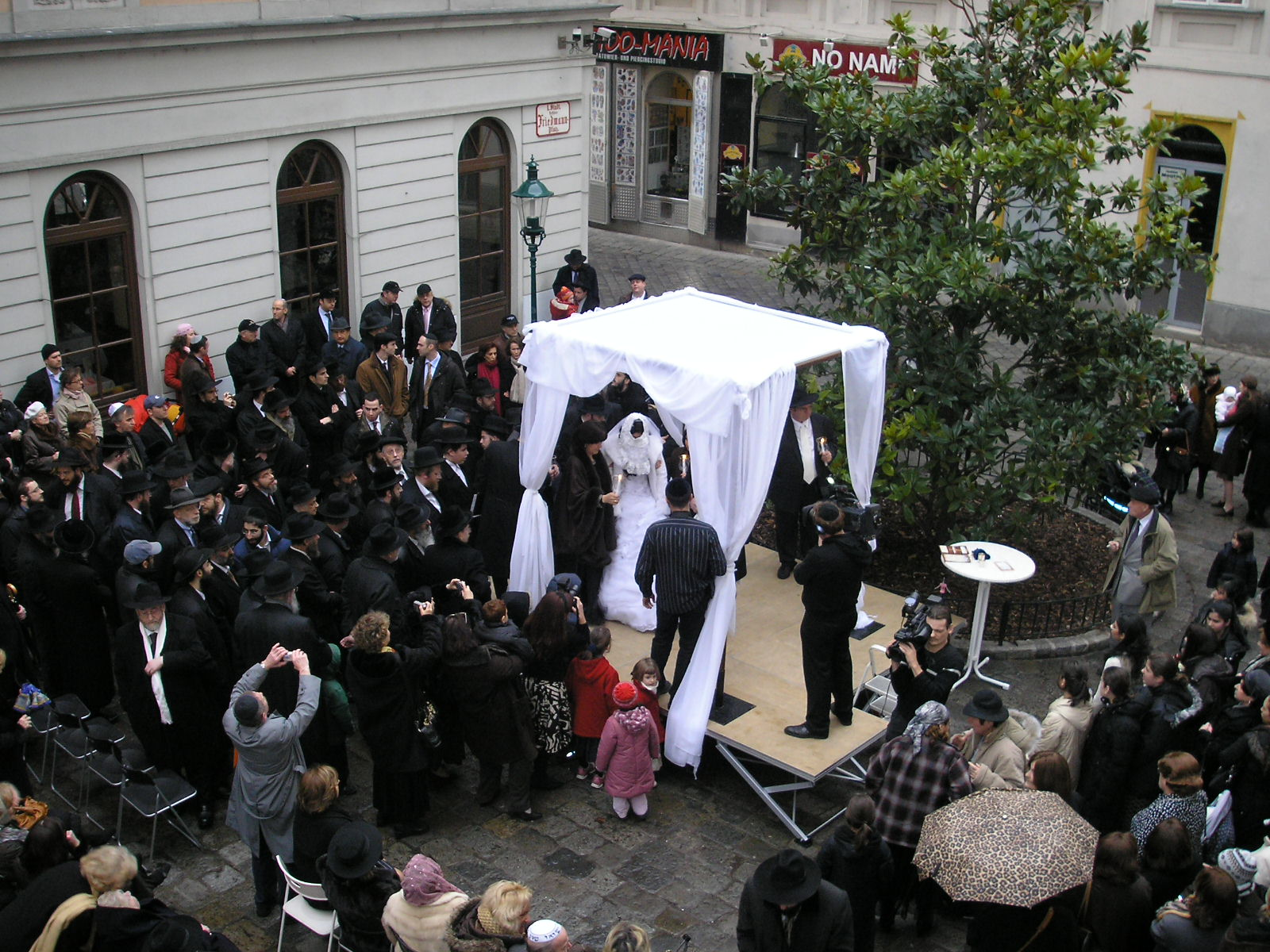
Joodse bruiloft onder een Choepa in Wenen, 2007

Vervolgens wordt het bruidspaar naar de choepa gebracht, het huwelijksbaldakijn dat op vier palen staat. Bij voorkeur staat het baldakijn buiten, in de openlucht, maar de choepa wordt ook wel in de sjoel opgericht. Het is de gewoonte om het bruidspaar te begeleiden met kaarsen en fakkels.
Bij het feest zijn volgens de traditie ook drie generaties (overleden) voorouders aanwezig, ouders, grootouders en overgrootouders.
Soms wordt het bruidspaar ook bedekt door de nieuwe talliet, die de bruid heeft gekocht. De vrouw staat rechts van de man. Ook alle gasten blijven staan tijdens de plechtigheid.
De bruid loopt drie of zeven keer met een kaars om de bruidegom heen, eventueel samen met haar moeder en schoonmoeder. Dit symboliseert het bouwen van een muur; de vrouw beschermt haar man zo tegen allerlei verleidingen. Tijdens deze rondgang wordt gezongen. Een variant hierop is dat de man twee ronden om zijn toekomstige echtgenote loopt, waarna ze een laatste ronde samen lopen.

## Huwelijksakte
De huwelijksakte (ketoeba) wordt voorgelezen.

## Ring en zegenspreuken

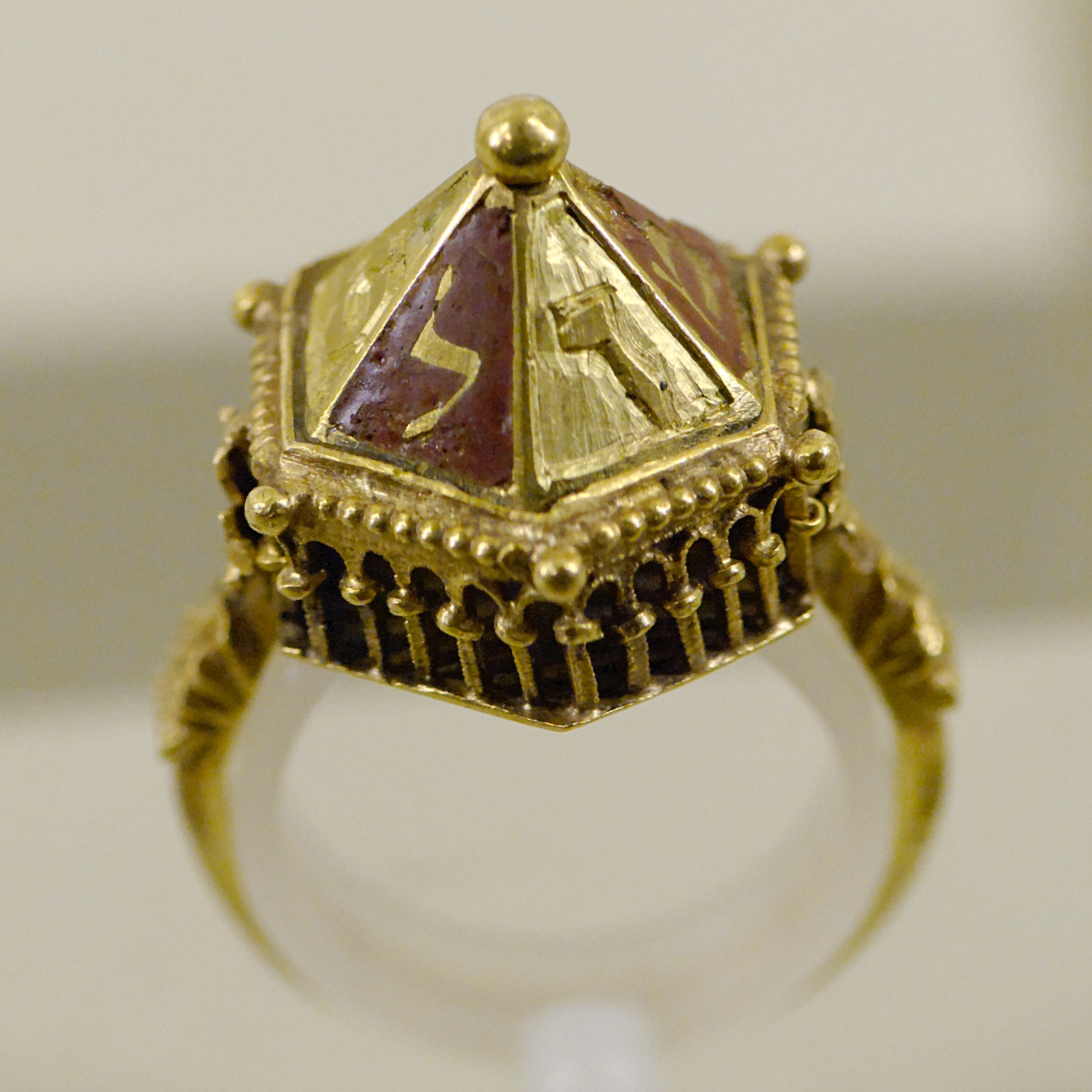
Oude joodse trouwring, uit de 14e eeuw, gevonden in Colmar (Frankrijk). Tegenwoordig worden meestal geheel gladde gouden trouwringen gebruikt.

De rabbijn zegent een glas wijn waar de bruidegom en bruid vervolgens uit drinken. De bruidegom doet de sluier van de bruid omhoog en schuift een gouden ring – volgens de traditie zonder steen – om de rechterwijsvinger van de bruid. Het goud is een symbool het feit dat de bruidegom in staat zal zijn de bruid te onderhouden. Het overhandigen van dit goud wordt gezien als de formele trouwhandeling, want de bruidegom spreekt daarbij ook een formule van trouw uit: "je bent voor mij geheiligd met deze ring". Gedwongen huwelijken zijn in het Jodendom ongeldig, de vrouw zal de ring daarom met instemming aanvaarden.
Moderner is dat ook de bruid een ring aan de bruidegom geeft, en dat ook zij een trouwbelofte uitspreekt, ontleend aan het hooglied: "ik behoor aan mijn geliefde en mijn geliefde behoort mij". De gewoonte om de ring aan de rechterwijsvinger te doen is mogelijk heel oud, en komt wellicht voort uit een gebruik dat de vrouw onder de choepa de man aanwees die zij wilde hebben.
Terwijl het bruidspaar nog onder de choepa staat worden de zeven zegenspreuken (Sjeva Berachot) uitgesproken door de rabbijn of door andere gasten. Deze spreuken bevatten lofzeggingen op God en goede wensen voor het bruidspaar. De nieuwbakken schoonouders geven wijn aan hun nieuwverworven schoonzoon resp. schoondochter. Daarna is het huwelijk officieel gesloten.

## Breken van glas / Mazzeltov

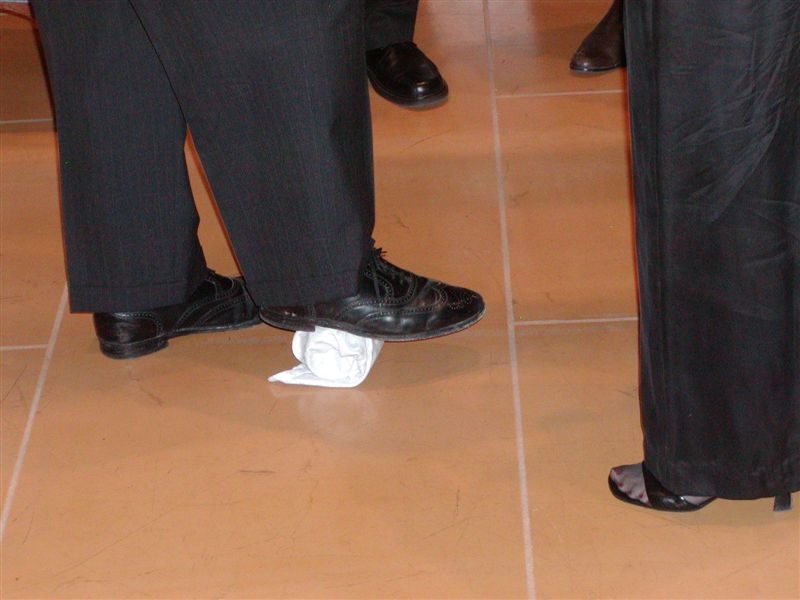
Breken van het glas door de bruidegom

Aan het eind van de plechtigheid breekt de bruidegom een glas, door er met zijn voet op te trappen, als herinnering aan het feit dat de vreugde toch niet helemaal compleet is, vanwege de verwoesting van de Tempel en de val van Jeruzalem. Het glas is in papier of doek gewikkeld. Tegelijkertijd roepen de omstanders "mazzeltov" (veel geluk).

## Het eerste samenzijn

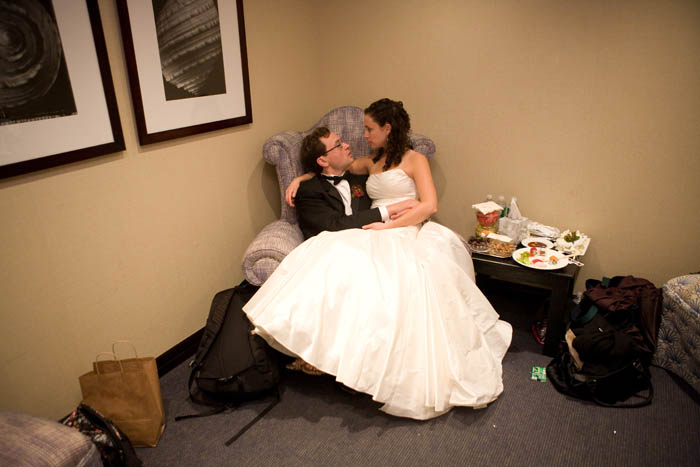
Bruidspaar samen na de ceremonie

Het bruidspaar trekt zich terug in een aparte kamer en zijn voor het eerst samen, als bewijs dat zij nu getrouwd zijn. Zij eten daar wat, omdat zij door het vasten hongerig geworden zullen zijn.

## Receptie en feest
Bruid en bruidegom komen terug en worden voor de eerste keer aangekondigd als "meneer en mevrouw X". De aanwezige mannen en vrouwen dansen gescheiden om het bruidspaar heen. Tijdens een van de dansen wordt het bruidspaar op stoelen – als koning en koningin – opgetild.
Tot slot volgt een feestmaal, waarbij weer de zeven zegeningen worden uitgesproken en gezegende wijn wordt gedronken.

## Na het huwelijk
Tijdens de week na de huwelijksceremonie houden vrienden en kennissen van het bruidspaar feestmaaltijden, waarbij het jonge stel wordt uitgenodigd. Ook dan spreekt men nogmaals de zeven zegeningen uit.

## Etymologie
In tegenstelling tot choepa dat naar de huwelijksceremonie verwijst, ziet de chatoena op het gehele joodse huwelijk, inclusief het bruiloftsfeest, hetgeen een belangrijk onderdeel van het joodse huwelijk vormt.
In het buitenland gebruikt men het woord chatoena voor zowel de huwelijksceremonie als het huwelijksfeest en wordt de term choepa als pars pro toto niet gebezigd, maar slechts gebruikt om naar het huwelijksbaldakijn te verwijzen.
Het Nederlands-Jiddische woord chassene is in het algemeen thans minder in gebruik, en is in tegenstelling tot choepa dan ook niet in de Nederlandse taal opgenomen.
De hebreeuwse woorden voor bruidegom en bruid zijn chatan en kala.